# Municipio de Cain
El municipio de Cain (en inglés: Cain Township) es un municipio ubicado en el condado de Fountain en el estado estadounidense de Indiana. En el año 2010 tenía una población de 1142 habitantes y una densidad poblacional de 11,03 personas por km².

## Geografía
El municipio de Cain se encuentra ubicado en las coordenadas 40°4′59″N 87°9′7″O / 40.08306, -87.15194. Según la Oficina del Censo de los Estados Unidos, el municipio tiene una superficie total de 103.49 km², de la cual 103,41 km² corresponden a tierra firme y (0,08 %) 0,08 km² es agua.

## Demografía
Según el censo de 2010, había 1142 personas residiendo en el municipio de Cain. La densidad de población era de 11,03 hab./km². De los 1142 habitantes, el municipio de Cain estaba compuesto por el 97,72 % blancos, el 0,09 % eran afroamericanos, el 0,35 % eran amerindios, el 0,26 % eran asiáticos, el 0,88 % eran de otras razas y el 0,7 % eran de una mezcla de razas. Del total de la población el 2,54 % eran hispanos o latinos de cualquier raza.